# Ольховець (струмок)
Ольховець — струмок (річка) в Україні у Харківському районі Харківської області. Ліва притока річки Харків (басейн Дону).

## Опис
Довжина струмка приблизно 9,22 км, найкоротша відстань між витоком і гирлом — 8,11 км, коефіцієнт звивистості річки — 1,14. Формується декількома струмками та загатами. На деяких ділянках струмок пересихає.

## Розташування
Бере початок на південно-західній околиці селища Момотове. Тече переважно на південний захід через села Байрак та Бобрівку і на північно-східній частині міста Харків впадає в річку Харків, ліву притоку річки Лопані.

## Цікаві факти
- У пригирловій частині струмок перетинає автошлях E40М03[3] (найдовший європейський автошлях, завдовжки 8500 км, що з'єднує французьке місто Кале через Бельгію, Німеччину, Польщу, Україну, Росію, Казахстан, Узбекистан, Туркменістан та Киргизстан із казахським містом Ріддер біля кордону з Російською Федерацією.).
- У XX столітті на струмку існували водокачки, водосховища, молочно-тваринна ферма (МТФ) та декілька газових свердловин[2], а у XIX столітті — декілька вітряних млинів[1].
- У с. Бобрівка на річці розташований ботанічний заказник місцевого значення Альошкина балка.